# Высоцкий, Игорь Владимирович
Игорь Владимирович Высоцкий (1912, Рязань — 2000, Москва) — советский геолог, доктор геолого-минералогических наук, лауреат Сталинской премии.

## Биография
Родился в семье профессора Московского института инженеров транспорта.
Окончил геологоразведочный факультет МНИ имени И. М. Губкина (1934).
В 1934—1936 годах заведовал промысловой лабораторией, старший геолог Байкальской нефтеразведки треста Востокнефть.
В 1936—1939 годах был директором Центральной научно-исследовательской лаборатории треста Эмбанефть.
В 1939—1942 годах преподавал на кафедре геологии и разведки нефтяных месторождений МНИ имени И. М. Губкина.
В 1942—1944 годах был начальником научно-исследовательского бюро треста «Нефтегазосъемка».
В 1944—1949 годах — главный геолог и управляющий трестом «Союзгазразведка».
В 1949—1954 годах — главный геолог советско-румынского нефтяного общества «Соврумнефть»;
C 1954 года доцент, а с 1970 года — профессор кафедры геологии и геохимии горючих ископаемых, Геологический факультет МГУ.
Кандидат геолого-минералогических наук (1945), доцент (1954), доктор геолого-минералогических наук (1966), профессор (1970).
Читал в Московском университете курсы лекций «Нефтегазоносные бассейны зарубежных стран» и «Нефтепромысловая геология». Автор 8 монографий, в том числе «Основы геологии природного газа» (1952), «Крупнейшие газовые и газоконденсатные месторождения мира» (1973, переиздана в США), «Перспективы поисков газа в районах трассы газопровода Саратов-Москва» (1948) и др.

## Награды, звания и премии
- 1945 — Медаль «За доблестный труд в Великой Отечественной войне 1941—1945 гг.»
- 1947 — Орден «Знак Почёта».
- 1949 — Сталинская премия второй степени — за открытие Арчединского газового месторождения.
- 1973 — Заслуженный геолог РСФСР.
- 1994 — Заслуженный профессор МГУ им. М. В. Ломоносова.
- 1995 — Лауреат премии им. М. В. Ломоносова за педагогическую деятельность.
- Отличник нефтяной промышленности.
- Отличник газовой промышленности.
- Отличник разведки недр.
- 4 медали[уточнить].

## Членство в организациях
- КПСС.